# Yeimer López
Yeimer López García (* 28. August 1982 in Buey Arriba, Provinz Granma) ist ein kubanischer Sprinter und Mittelstreckenläufer.
2003 gewann er über 400 Meter Bronze bei den Panamerikanischen Spielen in Santo Domingo. Über dieselbe Distanz erreichte er bei den Weltmeisterschaften 2003 in Paris/Saint-Denis und bei den Olympischen Spielen 2004 in Athen das Halbfinale.
2005 wurde er über 800 Meter Zentralamerika- und Karibikmeister, schied aber bei den Weltmeisterschaften in Helsinki im Vorlauf aus. 2006 gewann er bei den Zentralamerika- und Karibikspielen Gold über 400 Meter.
Danach konzentrierte er sich endgültig auf die 800 Meter und feierte seinen bislang größten Erfolg mit dem Sieg bei den Panamerikanischen Spielen 2007 in Rio de Janeiro. Bei den Weltmeisterschaften in Osaka dagegen scheiterte er im Vorlauf.
2008 wurde er Sechster bei den Olympischen Spielen in Peking, 2009 Zentralamerika- und Karibikmeister und Zehnter bei den Weltmeisterschaften in Berlin, und 2010 errang er den Titel bei den Iberoamerikanischen Meisterschaften.
Yeimer López ist 1,85 m und wiegt 78 kg. Er wird von Amarilis Hernández trainiert, der schon Norberto Téllez betreut hatte.

## Persönliche Bestzeiten
- 400 m: 45,11 s, 24. August 2003, Saint-Denis
- 800 m: 1:43,07 min, 24. Juni 2008, Jerez de la Frontera